# Stazione di Oberhof (Thüringen)
La stazione di Oberhof (Thüringen) (ufficialmente: Oberhof (Thür) – letteralmente «Oberhof (Turingia)») è una stazione ferroviaria posta sulla linea Neudietendorf-Ritschenhausen. Serve la città di Oberhof.